# George Groves
George Groves (Londra, 26 marzo 1988) è un pugile britannico.
Soprannominato "Saint George", possiede il titolo mondiale WBA dei pesi supermedi dal 2017. In precedenza è stato più volte detentore di titoli regionali di categoria, avendo posseduto il titolo del Commonwealth dal 2010 al 2013, quello britannico dal 2011 al 2012 e quello EBU nel 2014. Come dilettante ha vinto il titolo ABA dei pesi medi nel 2007 e nel 2008.

## Carriera

### Professionismo
Nell'estate del 2013 la IBF nominò Groves come primo sfidante per la cintura posseduta da Carl Froch: l'incontro fra i due venne fissato entro poche settimane, per il 23 novembre al Phones4u Arena di Manchester; oltre alla cintura IBF vi era in palio anche il titolo WBA dei supermedi. Poco prima dell'evento vi fu l'interruzione della collaborazione tra Groves e l'allenatore Adam Booth. Il match si rivelò altamente spettacolare e già alla prima ripresa Groves fu capace di atterrare il campione in carica con un pesante destro d'incontro. Lo sfidante si rivelò un avversario determinato ma ciò non bastò per evitarne la sconfitta via KO tecnico al nono round, sebbene in circostanze controverse. Al momento dell'interruzione, infatti, Groves era in vantaggio sui cartellini dei giudici (73-78, 75-76 e 75-76) e molti osservatori a bordo ring come David Haye e Amir Khan reputarono lo stop come troppo tempestivo. Il risultato del match portò ben presto il pubblico inglese a chiedere a gran voce una rivincita.